# Cashibo
Cashibo (Caxibo, Cachibo, Cacibo, Cahivo, Casibo, Hagueti, Kashibo, Managua, Uni), pleme Panoan Indijanaca nastanjeno u džunglama peruanskih regijama Huánuco i Ucayali uz rijeke Aguaytía, San Alejandro, Shamboyacu i Sungaroyacu. Kašibosi su podijeljeni na tri lokalne skupine poznate kao Cacataibo ili Kakataibo, Cashiñon i Ruño, svih skupa 1,661 (1993.).

## Ime
Ime cashibo dobili su od plemena Xipibo čije je značenje (narod vampirskih šišmiša), dok oni sami sebe nazivaju uni, u značenju ljudi

## Povijest
Kašibosi su bili u neprijateljskim odnosima sa svojim susjedima, pa i prema misionarima koji su ih 1757. namjeravali pokrstiti. U 19. stoljeću, negdje 1870., Kašibi padaju u zarobljeništvo Setebo i Conibo Indijanaca. Do 1930. njihov broj porastao je na oko 4,000, ali će ubrzo opasti zbog boleština koje su ime uvezli bijeli Peruanci. Od 1930. do 1940. Kašibi stradavaju od nekog Simón Bolívar Odicioa, Kašibo Indijanca kojeg su kao dijete oteli Xipibo Indijanci, i koji je odrastao i odgojen kao Xipibo. Ovaj čovjek organizira pohode na gornju Aguaytía, zarobivši mnoge Kašibe, i odvodeći ih među Xipibe, gdje dolaze u kontakt s mestičkom kulturom. Po njegovim uputama počinje se graditi cesta od rijeke Aguaytía za Pucallpu što će za posljedicu imati ubrzanu akulturaciju a mnogi Indijanci pomrijet će od kulturnog šoka i epidemija. 
Godine 1990. tek se šačica Kašiba održala izolirano u džungli, dok većina živi u 5 sela, od kojih svako ima bilingualnu školu koju vodi SIL (Summer Institute of Linguistics). Većina muškaraca govori španjolski. Neke Kašibo-žene počele su se udavati za mestike, što je za posljedicu izazvalo da su se Kašibo muškarci počeli ženiti za Xipibo-žene.

## Etnografija
Tradicionalna subsistencija temelji se na lovu, ribolovu i hortikulturi, uzgoju tropskih kultura. Kašibi danas uzgajaju kukuruz i slatku (neotrovnu) manioku, kikiriki, papaju i slatki krumpir, a uveden je i uzgoj šećerne trske, ananasa, kave i riže. 
Ribu lovu lukom i strijelom, harpunima i otrovom. Od velikih životinja hvataju kapibare, majmune, pake, agutije, tapire, pekarije, kao i ptice, i sve to im služi za hranu. Ovdje je važno napomenuti da za razliku od mnogih plemena kišne šume, Kašibi nisu imali puhaljku, ali su kao i ostali Panoanci poznati po košaraštvu, izradi lončarije, hasura i pamučnih mreža. 
Tradicionalna Kašibo-zajednica sastoji se od jedne ili više srodnih obitelji koje stanuju pod jednim krovom, i one su politički nezavisne, trgovina s ostalim skupinama je rijetka. Obitelj je matrilokalna i proširena. 
Do dolazaka misionara Kašibi su hodali goli a prakticirali su i deformaciju lubanje, četverodnevni proces koji je počinjao ubrzo nakon rođenja djeteta. 
Rituali vezani za pubertet su minimalni, pubescentne djevojke su subincizirane od starijih žena. Sororalna poliginija je uobičajena a do rastave lako dolazi. 
Kašibi su na zlu glasu zbog ljudožderstva, no kod njih se izgleda radi o endokanibalizmu. starije i nemoćne osobe bile bi ubijene i pojedeni od svoje djece. Ponekad se ovaj endokanibalizam dovodi u vezu s kremacijom, tijelo bi se spalilo a pepeo bi se pomiješao s maniokovim pivom za vrijeme bdijenja. Slične običaje endokanibalizma imali su i neki Yanomami i Indijanci Maxubi.

## Vanjske poveznice
- Cashibo-Cacataibo